# Álvaro VI van Kongo
Álvaro VI van Kongo, ook bekend als Nimi a Lukeni a Nzenze a Ntumba in Kikongo, was Mwene Kongo van het Koninkrijk Kongo.

## Levensloop
Hij was het eerste lid van het Huis Kinlaza dat de troon besteeg, en samen met zijn broer Garcia II vestigde hij deze dynastie als machthebber in het koninkrijk. Na de dood van zijn voorganger, Álvaro IV, een elfjarige kandidaat uit het Huis Kwilu, greep de ambitieuze hertog van Mbamba, Daniel da Silva, de macht. Álvaro VI en zijn broer Garcia kwamen tussenbeide om de jonge koning te verdedigen. Uit dankbaarheid benoemde Álvaro V (de opvolger van Álvaro IV) de latere Álvaro VI in 1634 tot hertog van Mbamba.
Niet lang daarna overleed Álvaro IV, waarna zijn halfbroer Álvaro V de troon besteeg, maar ook hij werd uiteindelijk vergiftigd. Afgunstige leden van het Huis Kwilu, onder leiding van de hofedele Gregorio, probeerden vervolgens een staatsgreep te plegen tegen Álvaro VI en zijn broer Garcia. De poging mislukte en op 26 februari 1636 bestormden Álvaro en Garcia de hoofdstad, waar Álvaro VI tot koning werd gekroond. Gregorio week uit naar het oosten en trachtte met steun van de hertog van Mbata een tegenaanval te organiseren, maar ook die poging faalde.
Álvaro VI stamde via de vrouwelijke lijn van Anna Ntumba af van koning Afonso I. Hij was geen voorstander van de Nederlandse aanwezigheid in Soyo, en dwong graaf Paulo ertoe de Nederlanders te verdrijven. Tijdens zijn zesjarige regeerperiode droeg hij in 1637 het markiezaat van Makuta over aan de graaf van Soyo, en vocht hij samen met de Nederlanders tegen de Portugezen bij Luanda.
Álvaro VI stierf op 22 januari of februari 1641. Hij werd opgevolgd door zijn broer, Garcia II van Kongo.